# Santa Cruz de Mompox
Santa Cruz de Mompox − miasto w Kolumbii, w departamencie Bolívar. W 2005 liczyło 41 585 mieszkańców.

## Miasta partnerskie
- Santa Fe de Antioquia, Kolumbia